# William Cavendish, II conte di Devonshire
William Cavendish, II conte di Devonshire (1590 – Londra, 20 giugno 1628), è stato un nobile e politico inglese.

## Biografia

### Infanzia e giovinezza
Era il secondo figlio di William Cavendish, I conte di Devonshire, e della sua prima moglie Anne Keighley. Fu educato dal filosofo Thomas Hobbes.
Venne nominato cavaliere a Whitehall nel 1609. Compì, insieme a Hobbes, un Grand Tour dove scoprì la Francia e l'Italia.

### Carriera politica
Nel 1614, fu eletto deputato al Parlamento per il Derbyshire. Egli divenne Lord Luogotenente del Derbyshire nel 1619. Nel 1621 è stato rieletto deputato per Derbyshire. Nel 1625 era presente al matrimonio di Carlo I con la principessa Enrichetta Maria.

### Matrimonio
Il 10 aprile 1608 sposò Christina Bruce, figlia di Edward Bruce, I signore Kinloss. Ebbero tre figli.

### Morte
Morì il 20 giugno 1628 nella sua casa di Londra, all'età di circa 35 anni e fu sepolto nella Chiesa di Allhallows, nel Derby.

## Discendenza
Dal matrimonio tra William Cavendish e Christina Bruce nacquero:
- Anne Cavendish (1611 -?), sposò Robert Rich, III conte di Warwick ed ebbero figli;
- William Cavendish, III conte di Devonshire (1617-1684);
- Charles Cavendish (1620-1643).